# Kwietnik (miesięcznik)
Kwietnik – miesięcznik o roślinach doniczkowych i tematyce ogrodniczej, wydawany od 1995 przez wydawnictwo Prószyński i S-ka, a w 2002 prawa do jego wydawania zakupił koncernowy Agora SA. Wymieniany obok tytułów „Ogrody” i „Mój piękny ogród” jako czasopismo o ugruntowanej pozycji w tym segmencie rynku prasowego, w przeciwieństwie jednak do tamtych tytułów nie był skierowany jedynie do posiadaczy ogrodów, publikował bowiem porady dla osób hodujących rośliny doniczkowe w mieszkaniu. Pismo miało charakter popularyzatorsko-poradniczy. W kwietniu 2012 „Kwietnik” oraz inny wydawany przez Agorę miesięcznik – „Ogrody” zostały zastąpione jednym nowym czasopismem, zatytułowanym „Magnolia”, również będącym miesięcznikiem.